# Itana Grbić
Itana Grbić, née le 1er septembre 1996 à Podgorica (Monténégro), est une handballeuse internationale monténégrine qui joue au poste de demi-centre au club du Brest Bretagne Handball et en équipe du Monténégro.

## Palmarès

### En sélection
Autres compétitions
- 3e au Championnat d'Europe 2022
- Médaillée d'argent aux Jeux méditerranéens en 2018 à Tarragone

### En club

#### compétitions nationales
- championne de Macédoine en 2015 (avec ŽRK Vardar Skopje)
- vainqueur de la coupe de Macédoine en 2015 (avec ŽRK Vardar Skopje)

#### compétitions internationales
- troisième de la ligue des champions en 2015 (avec ŽRK Vardar Skopje)